# Municipio de Grant (condado de Barton)
El municipio de Grant (en inglés: Grant Township) es un municipio ubicado en el condado de Barton en el estado estadounidense de Kansas. En el año 2010 tenía una población de 55 habitantes y una densidad poblacional de 0,59 personas por km².

## Geografía
El municipio de Grant se encuentra ubicado en las coordenadas 38°33′44″N 98°58′38″O / 38.56222, -98.97722. Según la Oficina del Censo de los Estados Unidos, el municipio tiene una superficie total de 92.77 km², de la cual 92,65 km² corresponden a tierra firme y (0,13 %) 0,12 km² es agua.

## Demografía
Según el censo de 2010, había 55 personas residiendo en el municipio de Grant. La densidad de población era de 0,59 hab./km². De los 55 habitantes, el municipio de Grant estaba compuesto por el 96,36 % blancos, el 3,64 % eran amerindios. Del total de la población el 0 % eran hispanos o latinos de cualquier raza.